# Nana Iwasaka
Nana Iwasaka (岩坂 名奈, Iwasaka Nana) est une joueuse de volley-ball japonaise née le 3 juillet 1990 à Fukuoka. Elle mesure 1,87 m et joue au poste de centrale. Elle totalise 99 sélections en équipe du Japon.

## Clubs
| Club                              | De        | À         |
| --------------------------------- | --------- | --------- |
| Higashikyushu Ryukoku High School | 2006-2007 | 2008-2009 |
| Hisamitsu Springs                 | 2009-2010 | …         |

## Palmarès

### Équipe nationale
- Championnat d'Asie et d'Océanie
  - Vainqueur : 2017.
  - Finaliste : 2013.
- Championnat d'Asie et d'Océanie des moins de 20 ans
  - Vainqueur : 2008.

### Clubs
- V Première Ligue
  - Vainqueur : 2013, 2014, 2016, 2018, 2019.
  - Finaliste : 2012, 2015, 2017.
- Coupe de l'impératrice
  - Vainqueur : 2012, 2013, 2014, 2015, 2016.
- Tournoi de Kurowashiki
  - Vainqueur : 2013.
- Championnat AVC des clubs
  - Vainqueur : 2014.
  - Finaliste : 2015.

### Distinctions individuelles
- Championnat d'Asie et d'Océanie de volley-ball féminin 2017 : 2e meilleure centrale.